# Michałów (powiat kozienicki)
Michałów – wieś sołecka w Polsce położona w województwie mazowieckim, w powiecie kozienickim, w gminie Głowaczów.
| SIMC    | Nazwa    | Rodzaj     |
| ------- | -------- | ---------- |
| 0619685 | Choiniak | przysiółek |

W latach 1975–1998 miejscowość należała administracyjnie do województwa radomskiego.
Wierni kościoła rzymskokatolickiego należą do parafii św. Wawrzyńca w Głowaczowie.